# Max Guedj
Maurice Jean Max Guedj (Sousse, 8 giugno 1913 – Leirvik, 15 gennaio 1945) è stato un militare e aviatore francese, particolarmente distintosi nel corso della seconda guerra mondiale. Decorato con la Croce di Commendatore della Legion d'onore, dell'Ordre de la Libération, della Croix de guerre 1939-1945 con sei palme, della Médaille de la Résistance con rosetta.

## Biografia
Nacque l'8 giugno 1913 a Sousse, Tunisia, unico figlio di Félix, di professione avvocato, e Gilberte Sultan. Crebbe a Casablanca, in Marocco, dove il padre divenne presidente dell'ordine degli avvocati, e nel 1929, la famiglia si trasferì per un certo periodo a Parigi.
Appassionato al mondo dell'aviazione, conseguì la maturità al Lycée Janson de Sailly, nel XVI arrondissement, ottenendo il baccalaureato nel 1930. Studiò poi giurisprudenza nella Capitale, e dopo aver conseguito la laurea lavorò come avvocato nello studio di famiglia. Viaggiò in Unione Sovietica, negli Stati Uniti d'America e in Germania, pubblicando alcuni articoli di stampa.
Prestò il servizio militare come soldato semplice di 2ª classe, presso gli archivi della base aerea di Metz-Frescaty (1934-1935). Quest'ultima era allora sotto l'autorità dell'Armée de terre (l'Armée de l'air era stata costituita proprio nel 1934). Si iscrisse poi all'aeroclub di Casablanca conseguendo il brevetto di pilota civile nel 1938.
All'atto della dichiarazione di guerra alla Germania, il 3 settembre 1939, fu mobilitato come soldato di 2ª classe nel 2° Reggimento zuavi di stanza a Meknès. Nel 1940 fu promosso sergente e prestò servizio in una unità della contraerea (DCA) di stanza in Marocco.
Smobilitato il 14 agosto agosto dello stesso anno, tornò alla professione forense. Deluso dalla firma dell'armistizio del 22 giugno 1940 e desideroso di unirsi alla Francia Libera, si procurò un passaporto falso e finse di esercitare la professione forense a Tangeri, il che gli permise di lasciare il continente africano per raggiungere Lisbona, in territorio neutrale. Da lì, via Gibilterra. raggiunse l'Inghilterra il 6 settembre 1940, e si unì immediatamente alla Forces aériennes françaises libres, come allievo pilota (matricola 30464), il 26 settembre 1940. Adottò lo pseudonimo di "Jean Maurice" per evitare rappresaglie contro la sua famiglia rimasta in Nord Africa.
Dopo un periodo di addestramento presso le scuole della Royal Air Force, tra cui la Flying Training School di Odiham dove fu promosso cadetto, a Sywell con l'istruttore tenente Édouard Pinot e a Shawbury, nell'agosto del 1941 fu nominato sottotenente pilota. Promosso tenente nel dicembre 1941, si unì al Coastal Command per pilotare i cacciabombardieri bimotore Bristol Beaufighter e de Havilland DH.98 Mosquito. Il 19 febbraio 1942 fu assegnato in servizio al No.248 RAF Squadron di Dyce, equipaggiato con i Beaufighter Mk.VIc specializzato negli attacchi antinave. Volò con il navigatore, sergente pilota Charles Clayton Corder (1917-2005). 
Il 17 maggio 1942 prese parte ad uno degli attacchi contro l'incrociatore pesante tedesco Prinz Eugen (operazione Zauberflöte), scortato da quattro cacciatorpediniere, in un gruppo di quattro aerei. Attaccò tre volte, rientrando a terra con l'aereo gravemente danneggiato. Il Prinz Eugen, che stava completando riparazioni di fortuna dopo un siluramento, rientrò a Kiel il giorno dopo.
Successivamente effettuò numerose missioni in Norvegia, Paesi Bassi, nel Mediterraneo ( dal 10 agosto 1942). Nell'agosto del 1942, il 248° Squadrone fu trasferito di base a Malta, per garantire la protezione dei convogli incaricati del rifornimento dell'isola. L'11 dello stesso mese in un attacco sugli aeroporti di Elmas Cagliari e Decimomannu, in Sardegna, distrusse due aerei italiani e uno tedesco.
Il 15 ottobre 1942 venne a conoscenza della morte, dal padre, vittima di abusi in carcere, dopo oltre un anno di reclusione (20 settembre 1941), per ordine del governo di Vichy.
Tornato in Inghilterra nel gennaio del 1943, riprese le missioni di attacco contro la Kriegsmarine e le pattuglie di protezione dei convogli sul Golfo di Biscaglia. Il 10 marzo, abbatté uno Junkers Ju 88 sulla pista di Predannack durante uno di queste pattugliamenti. Sebbene leggermente ferito, riuscì a riportare l'aereo danneggiato al suo aeroporto, con l'equipaggio illeso. In seguito a questo fatto fu insignito del contemporaneamente del Distinguished Service Order e della Distinguished Flying Cross.
Dal marzo 1943 al febbraio 1944, fu istruttore presso l'Air Firing Flight (OTU 132), con base all'aeroporto di East Fortune. Nel maggio 1944 fu promosso capitano, e Wing Commander (tenente colonnello) della RAF nel mese di luglio. Il 4 luglio 1944, durante una missione sul Golfo di Biscaglia rimase ferito, con un motore in panne, e con l'aiuto del suo navigatore Corder ritornò alla base effettuando un per fare un atterraggio di emergenza con il velivolo.
Nel settembre 1944 assunse il comando del No.143 RAF Squadron equipaggiato con DH 98 Mosquito FB. Mk.VI. Il 30 dicembre 1944 fu nominato cavaliere e ufficiale della Legion d'onore. Alle 9:30 dell 15 gennaio 1945, decollò dalla base aerea di Banff per una missione che prevedeva di raggiungere la costa norvegese presso l'isola di Karmoy e di navigare verso nord in direzione di Bergen alla ricerca di navi nemiche da attaccare.  Alle 11:24 la formazione di 19 aerei appartenenti principalmente ai No.235° e No.248 Squadron, mentre si avvicinava al porto norvegese di Leirvik, avvistò diverse navi. Nonostante l'intenso fuoco antiaereo, attaccò alla petroliera Claus Rickmers da 6.000 tonnellate, già danneggiata il 9 gennaio, danneggiandola ulteriormente, ma il suo aereo fu colpito dalla contraerea e un motore si spense. Attaccò di nuovo con un solo motore e questa volta finì per affondarla. Una seconda nave apparve di fronte a lui, sempre con un solo motore, che attaccò e danneggiò. Un'altra nave mercantile fu distrutta e un peschereccio armato fu affondato. 
A questo punto arrivarono una dozzina di caccia Focke-Wulf Fw 190 che attaccarono gli aerei britannici.  Il suo aereo, il Mosquito FB. Mk.VI (PZ460/NE-K), fu visto l'ultima volta mentre era inseguito da tre FW 190. Colpito al motore sinistro il suo Mosquito scomparve in acqua alle 11:36, con la perdita di tutto l'equipaggio, composto da Guedj e dal Flight-lieutenant J.F. Langley. All'epoca aveva accumulato 1290 ore di volo di cui 630 in guerra, abbattuto un aereo nemico, danneggiato altri tre aerei e affondato 25 navi.
Fidanzato con Maria, è padre della scrittrice Sarah Dars, nata nel 1940, studiosa specializzata in sanscrito e autrice di romanzi gialli.

### Annotazioni
1. ↑  Precipitato in mare, l'aiutante di volo della Francia libera Ottino Sabbadini fu fatto prigioniero dai tedeschi.

### Fonti
1. 1 2 3 4 5 6 7 8 9 10  Ordre de la Liberation.
2. 1 2 3 4 5 6 7  Leonore.
3. 1 2 3 4 5 6 7  Veronique Chemla.
4. 1 2 3 4 5 6 7 8  Mémoires de résistances.
5. 1 2 3 4 5 6 7 8 9 10 11  France Libre.
6. 1 2 3 4 5 6 7 8 9 10 11 12 13 14 15 16 17  Rohrbacher 2003, p.30.
7. ↑  Rohrbacher 2003, p.27.
8. ↑  Rohrbacher 2003, p.29.